# 1419 Danzig
Danzig (asteróide 1419) é um asteróide da cintura principal, a 1,955075 UA. Possui uma excentricidade de 0,147296 e um período orbital de 1 268,04 dias (3,47 anos).
Danzig tem uma velocidade orbital média de 19,67026382 km/s e uma inclinação de 5,7278º.
Esse asteróide foi descoberto em 5 de Setembro de 1929 por Karl Reinmuth.